# Biały Dunajec (gmina)
Biały Dunajec – gmina wiejska w województwie małopolskim, w powiecie tatrzańskim. W latach 1975–1998 gmina położona była w województwie nowosądeckim.
Siedziba gminy to Biały Dunajec.
Według danych z 30 czerwca 2012 gminę zamieszkiwały 7073 osoby.

## Historia
Obszar gminy Biały Dunajec jest historycznie powiązany z gminą Poronin.
Gmina zbiorowa Biały Dunajec powstała 1 stycznia 1973 roku w powiecie nowotarskim w woj. krakowskim. Objęła 7 sołectw: Biały Dunajec, Bustryk, Gliczarów Dolny, Gliczarów Górny, Sierockie, Suche i Ząb.
1 czerwca 1975 gmina znalazła się w nowo utworzonym woj. nowosądeckim. 
15 stycznia 1976 zniesiono sąsiednią gminę Szaflary, a jej obszar (sołectwa Bańska Niżna, Bańska Wyżna, Bór, Maruszyna, Skrzypne, Szaflary i Zaskale) włączono do gminy Biały Dunajec.
1 lipca 1977 od gminy Biały Dunajec odłączono sołectwa Bustryk, Suche i Ząb, włączając je do nowo utworzonej gminy Tatrzańskiej. 
2 kwietnia 1991 reaktywowano gminę Szaflary w granicach z 1976 roku, przez co gmina Biały Dunajec została zmniejszona o kolejne 7 sołectw: Bańska Dolna, Bańska Górna, Bór, Maruszyna, Skrzypne, Szaflary, Zaskale z gminy Biały Dunajec.
W związku ze zniesieniem gminy Tatrzańskiej 30 grudnia 1994, żadne z dawnych sołectw gminy Biały Dunajec (Bustryk, Suche i Ząb) nie powróciło do niej, a wszystkie włączono do reaktywowanej gminy Poronin. Od 1991 roku gmina Biały Dunajec obejmuje zatem najmniejszy obszar od chwili jej utworzenia, bo zaledwie 5 sołectw: Biały Dunajec, Gliczarów Dolny, Gliczarów Górny, Sierockie i Leszczyny.
W 1999 roku gmina weszła w skład powiatu tatrzańskiego w nowo utworzonym województwie małopolskim.

## Struktura powierzchni
Według danych z roku 2002 gmina Biały Dunajec ma obszar 35,51 km², w tym:
- użytki rolne: 79%
- użytki leśne: 15%

Gmina stanowi 7,53% powierzchni powiatu.
Gmina Biały Dunajec położona jest w centrum Podhala, 10 km na północ od Zakopanego. Oprócz największej wsi – Biały Dunajec, w skład gminy wchodzą sołectwa: Gliczarów Górny, Gliczarów Dolny, Sierockie i Leszczyny. Gmina Biały Dunajec powstała w 1865 roku na podstawie ustawy Sejmu Krajowego Galicji. Herbem gminy jest biała ryba na błękitnym tle, ułożona poziomo a nad nią trzy złote gwiazdy sześcioramienne ułożone trójkątnie.

## Demografia

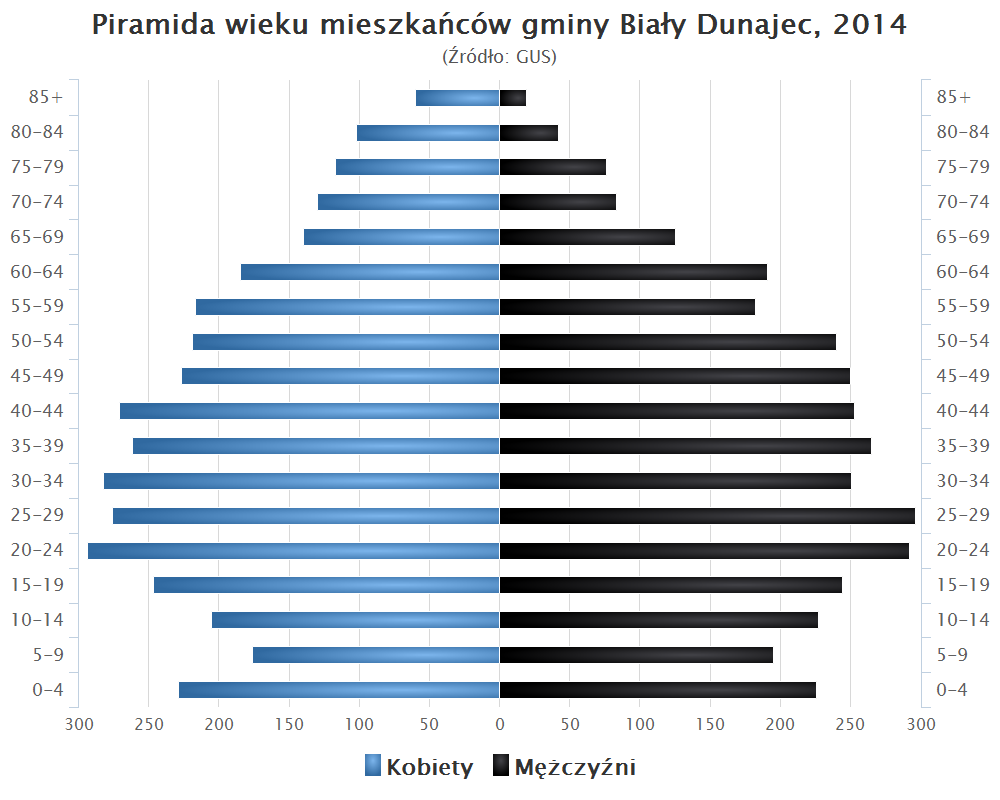
Piramida wieku mieszkańców gminy Biały Dunajec w 2014 roku

Dane z 30 czerwca 2012:
| Opis                              | Ogółem | Ogółem | Kobiety | Kobiety | Mężczyźni | Mężczyźni |
| --------------------------------- | ------ | ------ | ------- | ------- | --------- | --------- |
| jednostka                         | osób   | %      | osób    | %       | osób      | %         |
| populacja                         | 7073   | 100    | 3621    | 51,19   | 3452      | 48,81     |
| gęstość zaludnienia (mieszk./km²) | 199,18 | 199,18 | 101,97  | 101,97  | 97,21     | 97,21     |

## Sołectwa
Biały Dunajec, Gliczarów Dolny, Gliczarów Górny, Sierockie, Leszczyny

## Sąsiednie gminy
Bukowina Tatrzańska, Czarny Dunajec, Poronin, Szaflary